# 韓藝媛
韓藝媛（1985年10月4日—），韓國女演員、女歌手，曾是韓國女團Sugar成員之一。出道時以本名陸慧勝從事演藝活動，2008年後改藝名為韓藝媛。

## 演出作品

### 電視劇
- 2008年：SBS《On Air》飾演 彩莉
- 2008年：MBC《首爾武林傳》
- 2009年：SBS《燦爛的遺產》飾演 鮮于貞
- 2009年：KBS2《熱血生意人》飾演 閔多海的好友
- 2010年：SBS《祕密花園》飾演 彩莉 (客串)
- 2011年：MBN《What's up》飾演 妍珠
- 2014年：JTBC《貴婦的戰爭》飾演 鄭席晶

### 電影
- 2009年：《白夜行》
- 2010年：《英雄》
- 2016年：《Detour》

### 音樂劇
- 2010年：《온에어 라이브 (ON AIR LIVE)》

### MV
- 2009年：滿文軍《鳶尾花》

## 音樂作品
- 參見Sugar

### OST
- 2008年：SBS《On Air》야리야(Yariya)

## 綜藝節目
- 2006年6月24日：SBS《情書》season3 第三期
- 2006年10月1日、8日：SBS《X-man》Ep48、49
- 2008年5月3日、10日：MBC《萬元的幸福》
- 2009年12月1日：SBS《強心臟》

## 外部連結
- 韓藝媛個人cyworld （页面存档备份，存于）
- 韓藝媛的X（前Twitter）
- 韓藝媛的Instagram帳戶